# Хелпман, Роберт
Сэр Роберт Мюррей Хелпман (9 апреля 1909[…], Маунт-Гамбир — 28 сентября 1986[…], Сидней) — австралийский артист балета, актёр, режиссёр и хореограф, был удостоен ордена Британской империи. Начав свою карьеру в Австралии, в 1932 году переехал в Великобританию, где стал частью труппы Королевского балета под руководством его основателя Нинет де Валуа. Хелпман стал ведущим танцором труппы, партнёром сначала Алисии Марковой, а затем Марго Фонтейн. Когда Фредерик Аштон, главный балетмейстер, был призван на военную службу во время Второй мировой войны, Хелпман занял его должность, оставаясь также основным танцором.
С самого начала своей карьеры Хелпман был не только танцором, но и актёром. В 1940-х годах он всё чаще играл в театрах Олд Вик и в Вест-Энда. Большая часть его ролей была в пьесах Шекспира, он также играл в произведениях Шоу, Кауарда, Сартра и других. В качестве режиссёра его диапазон был широк — от Шекспира до оперы, мюзиклов и пантомимы.
В 1965 году Хелпман стал соруководителем Австралийского балета, для которого он создал несколько новых спектаклей, и в том же году стал лауреатом премии «Австралиец года». В 1975 году он занял должность директора балетной труппы, но разногласия с правлением компании привели к его увольнению годом позже. Он работал режиссёром в австралийской опере и принимал участие в театральных постановках до 1980-х годов. И хотя он был театральным актёром, с 1942 по 1984 год Хелпман снялся в пятнадцати фильмах, среди которых «Один из наших самолётов не вернулся», «Красные башмачки», «Сказки Гофмана».
Хелпман умер в Сиднее и был похоронен в кафедральном соборе Святого Эндрю. Имя Хелпмана было увековечено премией Helpmann Awards for Australian performing arts, учреждённой в его честь в 2001 году.

## Жизнь и карьера

### Ранние годы
Хелпман родился в Маунт-Гамбиере, Южная Австралия. Он был старшим из троих детей Джеймса Мюррея Хелпмана (1881-1927), биржевого агента и аукциониста, и его жены Мэри, урождённой Гардинер (1883-1970). Мэри Хелпман была страстно увлечена театром, и её страсть к искусству передалась всем троим детям. Младший брат Хелпмана Макс (1914-1987) и их сестра Шейла (1916-1994) связали свои жизни со сценой и телевидением.
По словам Кэтрин Уолкер, биографа Хелпмана, он был незаинтересованным и недисциплинированным учеником колледжа принца Альфреда в Аделаиде. Однако это не помешало ему стать учеником Анны Павловой, когда та была в гастрольном туре по Австралии в 1926 году. Он также тренировался у ведущего танцора труппы Павловой Алексиса Долинова. Затем он присоединился к продюсерской компании Дж. Уильямсона в качестве главного танцора мюзиклов, ревю и пантомим. Его первым спектаклем был «Frasquita» Франца Легара в 1927 году. Позже он появился в опереттах «Katinka», «Веселая вдова», «The New Moon», «Queen High», «This Year of Grace». Он выступал вместе с такими звёздами, как Глэдис Монкрифф, Мари Берк и Мэйзи Гэй.
Роберт Хелпман считал, что мельбурнский эксцентрик, радиоведущая, актриса и танцовщица Стефани Десте оказала большое влияние на его танцевальную и актёрскую карьеру.

### Королевский балет Лондона
Хелпман впечатлил английскую актрису Маргарет Роулингс, которая гастролировала по Австралии. Она побудила его продолжить карьеру в Британии и познакомила с Нинет де Валуа, директором Королевского балета (позже названного балетом Сэдлера-Уэллса). В 1932 году он покинул Австралию и вернулся обратно только в 1955 году. Де Валуа приняла его в свою компанию. Он сразу произвёл на неё положительное впечатление; позднее она писала: «Всё в нём говорит о том, что он рождён артистом» — и отмечала его сильные стороны: «талантливый, увлечённый, чрезвычайно умный, великий человек, остроумный, милый, как обезьяна, быстрый, как белка, тонко чувствующий театр». В 1934 году, возможно, по предложению Роулингс, он добавил несколько букв к своей фамилии, чтобы придать ей более инородный и привлекательный вид.

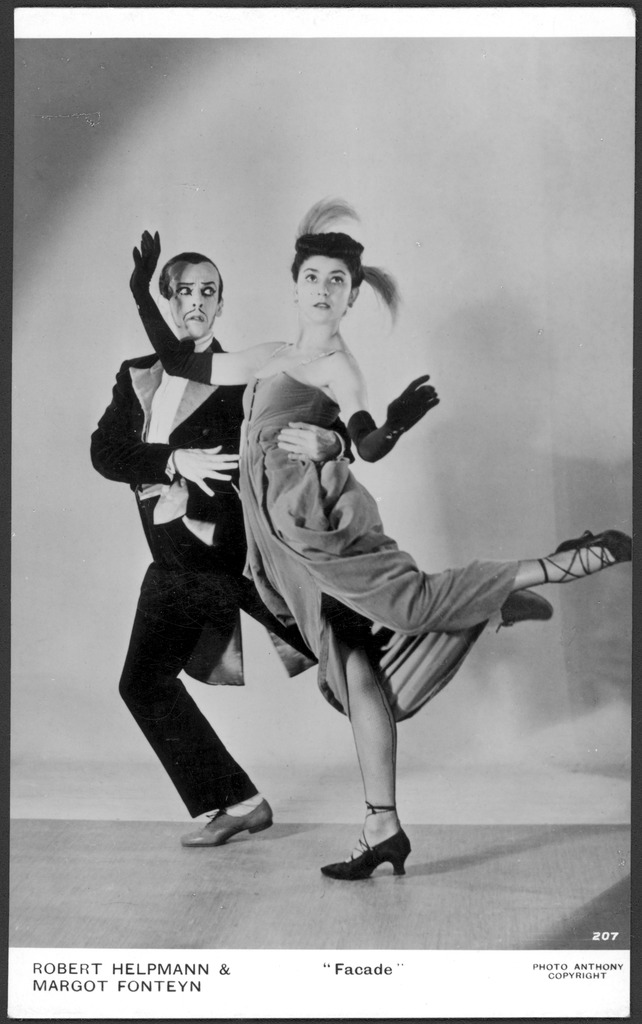
Роберт Хелпман и Марго Фонтейн

В апреле 1934 года Де Валуа создала новый балет «The Haunted Ballroom» с Хелпманом и Алисией Марковой в главных ролях. В рецензии на спектакль The Times написали, что из всех солистов у Хелпмана были самые большие возможности, и он ими воспользовался. Хелпман в паре с Марковой принимал участие в балете Лебединое озеро, танцевал в опере и появился в театре под открытым небом в Риджентс-парк. В 1935 году он был ведущим танцором в ревью «Stop Press», поставленном на музыку Ирвинга Берлина. В театре «Sadler’s Wells» он танцевал главную роль в новом балете Де Валуа «The Rake’s Progress», а в 1936 году Фредерик Аштон поставил очень романтический балет «Apparitions» на музыку Ференца Листа с участием Хелпмана и Марго Фонтейн. Британская писательница и балетный критик Кэтрин Сорли Уокер пишет, что Хелпман и Фонтейн были «идеальными партнёрами», примером этому служит «их великолепное исполнение па-де-де в „Спящей красавице“». Помимо блестяще сыгранных романтических главных ролей, Хелпман стал известен своим даром к комедии. Сорли Уокер выделяет его роли в постановках «Коппелия», «A Wedding Bouquet» и «The Prospect Before Us». Характерную роль дряхлого Красного Короля в балете Де Валуа «Checkmate» он впервые танцевал в возрасте 28 лет, а последний — в 1986 году, когда ему было 77 лет.
Не относящаяся к балету работа Хелпмана включала его участие в конце 1930-х годов в постановке Тайрона Гатри «Сон в летнюю ночь» в роли Оберона. В ней также принимали участие Вивьен Ли, исполнившая роль Титании, и Ральф Ричардсон в роли Боттома. Драматический критик «The Times» писал:
«В будущем мистеру Роберту Хелпману будет бесполезно притворяться, что он исключительно танцор балета первого ранга. Его танец, безусловно, придает силы Оберону, но его стихи поют в унисон мысли, наделяя персонажа силой. Оберон в исполнении Хелпмана руководит всей магией леса».
Один из самых влиятельнейших критиков Лондона Джеймс Эгейт назвал Оберона в исполнении Хелпмана лучшим, которого он когда-либо видел. Во время работы в театре «Old Vic» Хелпман познакомился с режиссёром Майклом Бентолом, в партнёрстве с которым они впоследствии часто работали вместе в театре.

## 1940-е годы
Во время Второй мировой войны балет Уэллса Сэдлера внёс незаменимый вклад в поддержку общественного духа. Труппа давала спектакли в Лондоне и гастролировала по провинциальным городам. Рабочее расписание Хелпмана часто требовало от него танцевать ведущие партии в трёх спектаклях за один день, а когда Аштон был призван на службу в 1941 году, Хелпман взял на себя дополнительную роль хореографа в труппе. Находясь вынужденно вне театра, Аштон наблюдал за ростом Хелпмана с чувством зависти. Их отношения становились напряжёнными. В военное время Хелпман создал несколько балетных постановок: «Comus» (1942, по мотивам пьесы Комос Джона Мильтона), «Birds» (1942, по произведению итальянского композитора Отторино Респиги), «Miracle in the Gorbals» (1944, история искупления по сценарию Бентола, на музыку Артура Блисса) и свою версию «Гамлета» на музыку Чайковского. Окончив службу в королевских ВВС, в 1943 году Аштон создал новый балет для Хелпмана. «The Quest» — патриотическая повесть о Георгии Победоносце, на музыку Уильяма Уолтона, который, посмотрев балет, сказал, что Хелпман в главной роли «больше походил на дракона, чем на Святого Георгия». Музыка выжила, балет нет.
В 1944 году Хелпман вернулся в театр «Old Vic» с главной ролью в оригинальной версии «Гамлета». После хвалебных рецензий на его Оберона рецензии на Гамлета были более сдержанными. Айвор Браун считал его персонажа «энергичным, умным и захватывающим», Агат называл принца Хелпмана «самым душераздирающим», а молодой Питер Брук находил стремительное исполнение Хелпмана очень захватывающим, но другие критики считали его легковесной интерпретацией, и мнения о качестве игры Хелпмана расходились. Во время войны Хелпман сыграл свои первые роли в кино: высокомерного предателя Де Йонга в фильме «Один из наших самолётов не вернулся» (1942) и комично суетливого епископа Эли в фильме Лоренса Оливье «Генрих V» (1944).
В конце войны Дэвид Вебстер был назначен исполнительным директором Королевского оперного театра, ему было поручено вновь открыть его для оперы и балета после простоя в военное время. В дополнение к созданной им труппе он пригласил присоединиться к театру Де Валуа и её компанию. Спустя некоторое время из труппы образовались Королевский балет и Королевская опера. На торжественном открытии спектакля «Спящая красавица» Хелпман и Фонтейн возглавляли балетную труппу. Первой новой постановкой, поставленной во вновь открывшемся театре, был «Adam Zero» (1946) с либретто Бентола на музыку Блисса, хореографом и исполнителем главной роли выступил Хелпман. Публика хорошо приняла постановку, она была представлена в театре и на следующий год, но в основной репертуар так и не вошла.
В 1947 году Хелпман вместе с Бентолом взяли на себя обязанности художественного руководства театром Герцогини (англ. Duchess Theatre) в лондонском Вест-Энде. Они представили возрождение трагедии Джона Уэбстера «Белый дьявол» с Хелпманом в роли злодея Фламинео и Маргарет Роулингс в роли его столь же злодейской сестры Виттории. Зрители хорошо приняли постановку, но их следующая работа по произведению Леонида Андреева «Тот, кто получает пощёчины» не получила успеха. В том же году Хелпман начал работу над фильмом «Красные башмачки». В этом фильме Хелпман вместе с Леонидом Мясиным выступили хореографами и актёрами. В сезоне 1948 года Хелпман присоединился к Королевской шекспировской труппе в Стратфорд-апон-Эйвон. Он сыграл главную роль в постановке «Король Иоанн», роль Шейлока в постановке «Венецианский купец», а также принял участие в новой постановке «Гамлета».

## 1950-е годы

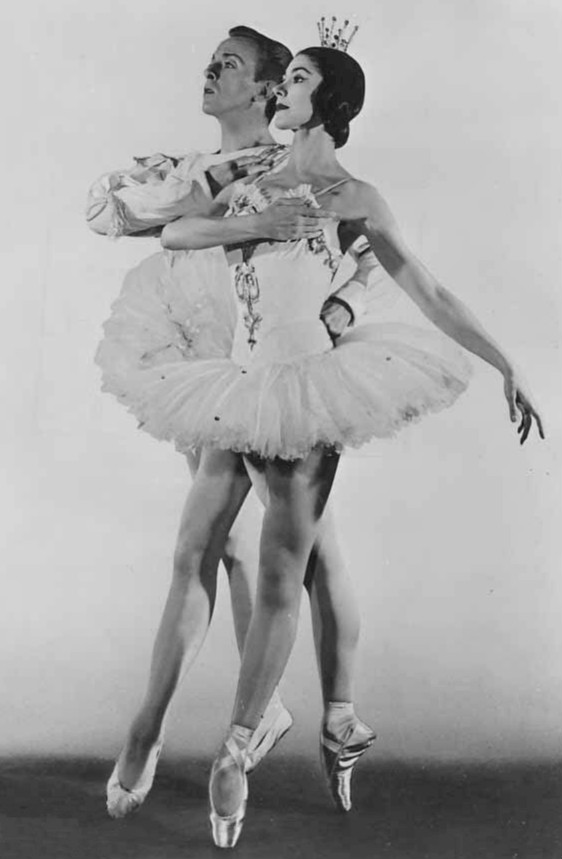
Роберт Хелпман и Марго Фонтейн. 1953

В 1950 году Хелпман впервые поставил оперу — «Мадам Баттерфляй» в Ковент-Гарден с Элизабет Шварцкопф в главной роли. Постановка пережила своего режиссёра: после многих перезапусков в последний раз её ставили в Королевском оперном театре в 1993 году. На следующий год он присоединился к Лоренсу Оливье и Вивьен Ли в театре Сент-Джеймс, где они представили шоу по мотивам шекспировских «Антоний и Клеопатра» и «Цезарь и Клеопатра». Хелпман играл Октавия Цезаря в первой постановке и Аполлодора во второй. В следующем году он сыграл главную мужскую роль в пьесе Бернарда Шоу «The Millionairess», где главную женскую роль исполнила Кэтрин Хепбёрн. В промежутках между этими пьесами Хелпман снимался в фильме кинокомпании Powell and Pressburger «Сказки Гофмана», поставленном сэром Томасом Бичемом и Фредериком Аштоном. Хелпман играл всех четырёх злодеев в различных историях фильма, его голос дублировал валлийский бас Брюс Даргавел (1905—1985).
В 1953 году Хелпман вернулся в Олд Вик, став режиссёром новой постановки драмы «Murder in the Cathedral» с Робертом Донатом в роли Бекета. В день коронации Елизаветы II в июне 1953 года Хелпман вернулся в Ковент-Гарден в качестве приглашённого артиста, чтобы станцевать принца Зигфрида в «Лебедином озере». В следующем году там же он поставил оперу «Золотой петушок», выступив хореографом. Роли в опере исполняли: Маттивильда Доббс, Юг Адемар Кюэно и Герайнт Эванс. Следующий год принёс две контрастных режиссёрских работы: пьеса «Буря» в театре Олд Вик с Майклом Хордерном в роли Просперо, Ричардом Бёртоном в роли Калибана и Клэр Блум в роли Миранды. Затем последовал мюзикл Ноэля Кауарда «After the Ball», основанный на пьесе «Веер леди Уиндермир» Оскара Уайльда. Хелпман признал, что постановки по произведениям Ноэля и Уайльда не имели успеха.
В мае 1955 года Хелпман вернулся в Австралию, возглавив гастрольный тур театра Олд Вик по стране. В качестве приглашённой артистки турне была Кэтрин Хепбёрн. Хелпман сыграл Петруччо в «Укрощении строптивой», Анджело в «Мера за меру» и Шейлока в постановке «Венецианский купец». В 1956 году Хелпман поставил «Ромео и Джульетту» с Джоном Невиллом и Клэр Блум в главных ролях. Позже эта постановка была представлена на Бродвее. В том же году он присоединился к труппе в качестве актёра, сыграв Шейлока в постановке «Венецианский купец», Лонса в постановке «Два веронца», Сатурния в постановке «Тит Андроник» и заглавную роль в «Ричард III».
В 1957 году Хелпман сыграл главную роль в постановке Жан-Поля Сартра «Некрасов», а затем взял на себя ведущую роль Себастьяна в комедии характеров «Nude with Violin» по пьесе Ноэла Кауарда, поставленной в Лондоне. С этим спектаклем Хелпман гастролировал по Австралии с 1958 по 1959 год.

## 1960-е годы
В начале 1960-х Хелпман в основном работал в театре. Он отказался от возможности сыграть роль вдовы Симоны в балете «Тщетная предосторожность», поставленном балетмейстером Фредериком Аштоном. Хелпман сделал выбор в пользу участия в пьесе по произведению Жана Жироду «Duel of Angels», поставленной на Бродвее с Вивьен Ли и Мэри Юр в главных ролях. Перед австралийской публикой Хелпман вновь выступил в 1962 году, в рамках гастрольного тура с Вивьен Ли по Дальнему Востоку, Южной Америке и Австралии. В 1963 году он поставил свою шестую работу для Королевского балета Великобритании, «Elektra» на музыку Малькольма Арнольда с участием Нади Нерины, Дэвида Блэра, Моники Мейсон и Дерека Ренчера. Он также руководил новой постановкой «Лебединого озера» для труппы Королевского балета Великобритании, с дополнительной хореографией Фредерика Аштона. В этом же году он сыграл принца Туана в фильме «55 дней в Пекине».
В 1962 году Пегги ван Прааг, ранее работавшая в Sadler’s Wells, основала новую труппу «Австралийский балет», который, как пишет Сорли Уокер, постепенно завоёвывал популярность как «труппа, живого молодого австралийского таланта, которому помогали такие звезды мирового уровня, как Эрик Брун, Рудольф Нуреев и Соня Арова». Ван Прааг обратилась к Хелпману, чтобы тот создал новую постановку для труппы. Хелпман предложил историю, основанную на местных австралийских лирохвостах. Он был заинтересован в продвижении австралийских талантов и нанял Сидней Нолана для разработки костюмов и декораций и Малкольма Уильямсона для написания партитуры. Премьера работы под названием «The Display» состоялась на фестивале в Аделаиде в марте 1964 года, главную роль в ней исполнила Кэтлин Горэм.
Вернувшись в Лондон, в 1964 году Хелпман стал режиссёром и хореографом первой британской постановки мюзикла «Camelot», созданного поэтом Аланом Лернером в соавторстве с композитором Фредериком Лоу. Авторы мюзикла обратились к Хелпману с просьбой сыграть Мерлина в оригинальной бродвейской постановке, но из этого ничего не вышло. В лондонской постановке он стремился вернуть то, что не удалось американской постановке, дух книги «Король былого и грядущего», на которой основывалось шоу. Мюзикл получил прохладные отзывы, но совместная работа Хелпмана с художником-постановщиком Джоном Траскоттом была оценена как «великолепное зрелище». Мюзикл в постановке Хелпмана не сходил со сцены более года.
Успех «The Display» привёл к тому, что в 1965 году Хелпман был назначен соруководителем Австралийского балета. Его биограф Кристофер Секстон комментирует, что Хелпман и Ван Прааг «дополняли друг друга своими разными навыками: она педагог и администратор, он яркая звезда, которая „живёт в самолётах“. Он проводит шесть месяцев в году за границей и привлекает международные имена для выступления в театре».
В 1960-х Хелпман снялся ещё в двух фильмах. В 1966 году он сыграл Венга в фильме «Меморандум Квиллера», а в 1968 году — «Ловца детей» в картине «Chitty Chitty Bang Bang». Один критик заметил: «Им будут вечно пугать детей как сумасшедшим ловцом детей». Другие назвали роль Хелпмана «самой зловещей, которую когда-либо видели в фильмах».
В 1968 году Хелпман был назначен художественным руководителем фестиваля Аделаиды 1970 года, он провёл много времени в поисках исполнителей для него. Помимо австралийских талантов, он стремился привлечь на фестиваль всемирно известных исполнителей.

## 1970-е года
Под руководством Хелпмана состав участников фестиваля 1970 года в Аделаиде был, по общему согласию, впечатляющим. Среди участников была королевская шекспировская труппа во главе с Джуди Денч и Дональдом Синденом в «Зимней сказке» и «Двенадцатой ночи»; Бенджамин Бриттен и Питер Пирс привезли английскую оперную группу. В рамках фестиваля были также организованы художественные выставки из Помпеи и Мексики. Танец был представлен не только австралийским балетом, но и Королевским тайским балетом, балийской танцевальной труппой и ансамблем народного танца Грузии. Приглашённым артистом Австралийского балета в возрождённой постановке «Гамлета» Хелпмана, был Рудольф Нуреев. Эта новая постановка в репертуаре труппы Австралийского балета вызывала восхищение публики. Нуреев также представил свою версию классического балета Мариуса Петипа «Дон Кихот», где он танцевал романтическую партию Базиля с Хелпманом в главной роли печального рыцаря. Это был первый раз, когда два танцора работали вместе; они с энтузиазмом приняли возможность совместной работы и продолжили свои плодотворные профессиональные отношения. Нуреев продолжал играть старую роль Гамлета Хелпмана в новой постановке балета 1942 года, и оба снялись в фильме «Дон Кихот» с австралийской труппой в 1973 году, показанном на международном уровне и впоследствии опубликованном на DVD.
Совместная игра Хелпмана и Фредерика Аштона в комическом балете с переодеванием «Золушка» (хореография Фредерика Аштона), где оба играли уродливых систёр, к 1970-м годам стал популярной постановкой в Ковент-Гарден. Он пользовался полярностью еще с момента премьеры в 1948 году. В 1972 году Хелпману удалось уговорить Аштона присоединиться к нему в новой постановке для Австралийского балета, но, несмотря на настойчивые уговоры Хелпмана, Аштон так и не создал для этой труппы новую постановку, хотя и представил для них новую версию своей постановки балета «La fille mal gardée»..
Биограф Хелпмана Элизабет Сальтер отмечает, что 1974 год был «годом катастрофы» для обоих директоров Австралийского балета. Пегги Ван Прааг была вынуждена уйти в отставку из-за болезни, а партнёр Хелпмана, Майкл Бентхолл, умер. С 1940-х годов они жили вместе в Лондоне, Хелпман тяжело переживал потерю.
1974 год был также годом последнего балета, созданного Хелпманом, «Perisynthyon». Он заказал партитуры сразу у двух австралийских композиторов, но, не найдя удовлетворения от результата обоих, обратился в последний момент к Первой симфонии Сибелиуса. Изменения в выборе музыки в последний момент привели к тому, что танцорам не хватило времени на подготовку, и пьеса не получила хороших отзывов. На следующий год разногласия между Хелпманом и правлением Австралийского балета достигли своего апогея. Он открыто заявлял о неадекватности бюджета, выделяемого на развитие Австралийского балета, и отказывался сокращать расходы на том основании, что это нанесло бы ущерб как в художественном, так и в техническом плане. Он публично дал понять, что, по его мнению, в совете директоров «преобладают люди с деньгами, которые не имеют ни опыта, ни понимания в художественных вопросах». Правление решило, что он должен уйти, и постаралось потихоньку освободить его. Он не стал сотрудничать и дал понять, что его уволили: «я хочу, чтобы зрители и танцоры знали, что я не принимал сам решения покинуть их. Я бы остался с ними до самой смерти.»
В 1977 году Питер Райт, директор Бирмингемского королевского балета, пригласил Хелпмана выступить с труппой в двух постановках, где он играл главные роли: красного короля в «Checkmate» и доктора Коппелиуса в «Coppélia». В течение последних нескольких лет британские зрители балета почти не видели его в главных ролях, его возвращение было встречено с большим энтузиазмом. Балетный критик The Times описал Коппелиуса как «ожившую легенду», а его коллега по Financial Times написал, что "британский балет должен быть обязан Хелпману — его нынешние выступления в «Coppélia» и «Checkmate» показывают его величие, как артиста балета ".

## 1980-е годы
В 1981 году Хелпман поставил новую версию своего балета «Гамлет», на этот раз с участием Антони Доуэлла. Спектакль был представлен сначала в Ковент-Гардене, а затем переехал в Нью-Йорк. В Сиднее Хелпман поставил оперу Георга Фридриха Генделя «Альцина», а в США — шоу одной женщины о Саре Бернар «Sarah in America» с Лилли Палмер в главной роли. В следующем году он появился с Дайаной Ригг в мюзикле Харви Шмидта «Colette», который был представлен в Сиэтле, но так и не попал на Бродвей. Затем была его последняя главная роль на британской сцене, он сыграл кардинала Пирелли в постановке Сэнди Уилсона «Valmouth» на Чичестерском театральном фестивале.
В 1983 году Хелпман поставил оперу Гуно «Ромео и Джульетта» в Сиднее, а позже в том же году появился на той же сцене в роли пожилого Боси в пьесе Джастина Флеминга об Оскаре Уайльде «The Cobra». В 1984 году вместе с Гуги Уитерс и Джоном Мак Каллумом он гастролировал с пьесой Теда Уиллиса «Stardust». В ходе гастролей он также успел вместе со своей сестрой Шейлой, сняться в двух эпизодах австралийской мыльной оперы «A Country Practice», которые в 1985 году были показаны на экране. В начале 1985 года Хелпман находился в США, он руководил запуском оперетты «The Mery Widow» для оперы Сан-Диего. В июне в Сиднейском оперном театре он поставил «Пуритане» Винченцо Беллини с Джоан Сазерленд в главной роли. Его собственное последнее выступление на сцене было в роли Красного короля в «Checkmate» с Австралийским балетом в Сиднее в мае 1986 года.
Хелпманн умер от эмфиземы в Сиднее 28 сентября 1986 года. Похороны прошли в соборе Святого Эндрю в Сиднее.